# Thorelliola dumicola
Thorelliola dumicola là một loài nhện trong họ Salticidae.
Loài này thuộc chi Thorelliola. Thorelliola dumicola được Berry, Joseph A miêu tả năm 1997. Beatty & Jerzy Prószyński.